# Gholam Sehhati-Chafai
Gholam Sehhati-Chafai (* 22. Juli 1937 in Täbris; † 17. April 2019) war ein deutsch-iranischer Anästhesist, Intensivmediziner und Schmerztherapeut.

## Leben

### Werdegang
Gholam Sehhati-Chafai wurde als ältestes Kind einer sehr traditionsreichen persischen Arztfamilie in Täbris geboren, die seit über 400 Jahren im ärztlichen Beruf tätig war und ist. Sein Großvater bekam den Ehrentitel Chafai (der Heilende) von Nāser ad-Din Schah verliehen, nachdem er bei einer großen Choleraepidemie in Täbris als einer von drei Ärzten die Bevölkerung behandelte, als viele Ärzte die Stadt schon fluchtartig verlassen hatten. Sein Vater war Internist und Pädiater, der in Täbris hauptsächlich Patienten mit Lepra, Cholera und Tuberkulose behandelte, dessen Wohnhaus heute das Moharam Museum beheimatet, das einzigartig in seiner Art in Aserbaidschan und im Iran ist.
1957 kam er nach Deutschland, um sein Medizinstudium zu beginnen. Er studierte an der Johannes Gutenberg-Universität Mainz, Johann Wolfgang Goethe-Universität Frankfurt am Main und an der Heinrich-Heine-Universität Düsseldorf, wo er das medizinische Staatsexamen 1966 ablegte. Sein parallel begonnenes Studium der Zahnmedizin und Psychologie musste es aber aufgrund eines schweren Autounfalls 1959 aufgeben. Er promovierte 1972 an der Universität Mainz bei Rudolf Frey, wo er 1974 seine Facharztausbildung in der Anästhesiologie und Intensivtherapie erfolgreich abschloss, wie auch 1977 seine Habilitation. Bei Rudolf Frey wurde er dann Oberarzt und schließlich stellvertretender Direktor. In dieser Funktion half er beim Aufbau der ersten Schmerzklinik Deutschlands. Nach dem Tode von Rudolf Frey rief er im Gedenken an dessen große Leistungen den Rudolf-Frey-Preis ins Leben, der einmal im Jahr für besondere Leistungen im Bereich Anästhesie, Intensivmedizin, Schmerztherapie und Notfallmedizin verliehen wird. Viele namhafte Wissenschaftler wurden damit bis heute geehrt, darunter auch sein Studienkollege Madjid Samii.
Seinen klinischen Leistungen folgte auch eine ganze Reihe von Forschungsaufenthalten in den USA, so in Houston, Dallas und Birmingham. Im Rahmen dieser Forschungsaufenthalte konnte er 1977 seine Habilitationsschrift verfassen, mit deren Hilfe er die venia legendi für das Fach Anästhesiologie, Intensivmedizin und Schmerztherapie und die anschließende Ernennung zum Professor erhielt. Für sein Fach war es damals der erste iranische Anästhesist in der Position eines Universitätsprofessors.
1980 übernahm er die Leitung der Abteilung für Anästhesiologie, Intensivtherapie am Rotes Kreuz Krankenhaus Bremen, die später aufgrund seiner besonderen Leistungen auf dem Gebiet der Schmerztherapie offiziell in Klinik für Anästhesie, Intensivmedizin und Schmerztherapie umbenannt wurde, denn er gründete in Bremen nach dem Vorbild der Mainzer Universitätsklinik die erste Schmerzambulanz Norddeutschlands, die sich schnell zum größten Schmerzzentrum in ganz Norddeutschland entwickelte und unter seiner Leitung über bis zu 26 Betten für vollstationäre und ambulante, schmerztherapeutische Fälle führte. Weitere Schmerzzentren gründete er 1985 in Teheran und 1987 in seiner Heimatstadt Täbris mit.
Bis zu seinem altersbedingten Ausscheiden im Jahre 2002 wirkte er in Bremen, baute aber seit der Gründung des International Neuroscience Institute Hannover (INI) im Jahre 2001 das dortige Schmerzzentrum auf. Seitdem das International Neuroscience Institutes ein An-Institut der Otto-von-Guericke-Universität Magdeburg ist, war er als Direktor des Schmerzzentrums am INI Mitglied des Lehrkörpers der Universität Magdeburg.
Er war ferner Präsident und Gründer einiger gemeinnütziger Vereine; hierzu gehören neben seinem Engagement für die Deutsche Schmerzhilfe die Gründung der Hilfe für Medikamentenabhängige Schmerzkranke (HIMS). Er war Mitglied zahlreicher Fachverbände, Schmerzgesellschaften und internationaler Institutionen für Anästhesiologie, Intensivmedizin, Notfallmedizin und Schmerztherapie. Ferner war er korrespondierendes Mitglied bei verschiedenen Fachzeitschriften.
In dem von der Zeitschrift Focus herausgegebenen Buch Tausend beste Ärzte wurde er als einer der zehn besten Schmerztherapeuten Deutschlands erwähnt.

### Berufliche Schwerpunkte
Sehhati-Chafais berufliche Schwerpunkte sind:
- Geriatrische und pädiatrische Anästhesie
- Cardiovasculäre Anästhesie
- Regionalanästhesie
- Intensivtherapie
- Notfallmedizin
- Hyperbare Medizin
- Elektromanometrie
- Schmerztherapie

#### Schwerpunkte in der Schmerztherapie
Chronische Schmerzzustände u. a.
- Krebs & Schmerz
- Kopfschmerz - Migräne
- Gesichtsschmerzen (Trigeminus und Tinnitus)
- Rückenschmerzen (Wirbelsäule)
- Rheumaschmerzen
- Phantom- und Stumpschmerzen
- Schmerzen bei Polyneuropathien
- Osteoporose und Schmerz
- Psyche und Schmerz

### Privat
Sehhati-Chafai war seit 1960 verheiratet und hatte eine Tochter sowie einen Sohn. Seine Tochter ist ihm in der Familientradition gefolgt und hat erfolgreich Medizin und Zahnmedizin mit Promotion studiert und ihren Facharzt als Mund-, Kiefer- und Gesichtschirurgin abgeschlossen.
Er beherrschte die aserbaidschanische, türkische, persische (Fārsī), arabische, deutsche, englische und lateinische Sprache.

## Publikationen
- Vergleichende Untersuchungen über das Verhalten des Säure-Basen-Haushaltes und der Blutgase nach Prostatatektomien unter Allgemeinnarkose und Spinalanaesthesie (Dissertation),  1972
- Zum Problem der Aspiration bei der Narkose aus der Reihe Anaesthesiologie und Intensivmedizin Band 115, 1979, Springer-Verlag, ISBN 3-540-09162-9
- ABC der lebensrettenden Sofortmaßnahmen und Erste Hilfe 1980, Gustav Fischer Verlag, ISBN 3-437-00320-8
- Schmerzdiagnostik und Therapie Band I in Memoriam Prof. Frey, 1982, Verlag Dr. Dieter Winkler, ISBN 3-924517-06-1
- Schmerzdiagnostik und Therapie Band II Krebsschmerz, Gesichtsschmerz, 1985, Verlag Dr. Dieter Winkler, ISBN 3-924517-10-X
- Schmerzdiagnostik und Therapie Band III Kreuzschmerz (Pathophysiologie, Diagnostik, Therapie), 1988, Verlag Dr. Dieter Winkler, ISBN 3-924517-11-8
- Der Kopfschmerz (Pathophysiologie, Diagnostik, Therapie), 1991, Medizinisch Literarische Verlagsgesellschaft, ISBN 3-88136-145-6
- Praxis der Anästheologie und Intensivmedizin Band I Fiber-Bronchoskopie, 1988, Verlag Dr. Dieter Winkler, ISBN 3-924517-16-9
- Schmerztherapie ohne Medikamente, 1994

An 33 Buchbesprechungen, 41 Buchpublikationen und 12 Lehrfilmen hat er mitgewirkt. Ferner organisierte er 11 internationale Kongresse über Schmerzdiagnostik und -therapie (fanden alle zwei Jahre in Bremen statt). Diese Kongresse wurden mit über 1.000 internationalen, aktiven Schmerzspezialisten geführt. Am Ende des Kongresse wurde seit 1981 erstmals in Deutschland ein Patientenforum eingerichtet, bei dem die Referenten Laien und Betroffene über den aktuellen Stand der Wissenschaft und Therapieverfahren informieren.
| Personendaten    | Personendaten                  |
| ---------------- | ------------------------------ |
| NAME             | Sehhati-Chafai, Gholam         |
| KURZBESCHREIBUNG | deutsch-iranischer Anästhesist |
| GEBURTSDATUM     | 22. Juli 1937                  |
| GEBURTSORT       | Täbris                         |
| STERBEDATUM      | 17. April 2019                 |